# Sertularia plumosa
Sertularia plumosa is een hydroïdpoliep uit de familie Sertulariidae. De poliep komt uit het geslacht Sertularia. Sertularia plumosa werd in 1876 voor het eerst wetenschappelijk beschreven door Clark. 